# La Celete
La Celete (occità) o La Cellette (francès) és una comuna (municipi) al departament de Cruesa, de la regió de Nova Aquitània, La seva població al cens de 1999 era de 283 habitants. Està integrada a la Communauté de communes de Marche Avenir.

## Demografia
| 1968 | 1975 | 1982 | 1990 | 1999 |
| ---- | ---- | ---- | ---- | ---- |
| 201  | 181  | 159  | 147  | 143  |

## Administració
| Període   | Identitat    | Partit |
| --------- | ------------ | ------ |
| 2001-2008 | Jean Boyault |        |
| 2008-     | Jean Dallot  |        |